# 本邦
| ウィキペディアには「本邦」という見出しの百科事典記事はありません（タイトルに「本邦」を含むページの一覧/「本邦」で始まるページの一覧）。 代わりにウィクショナリーのページ「本邦」が役に立つかもしれません。 |